# کریستین سوسی
کریستین سوسی (انگلیسی: Christian Sussi؛ زادهٔ ۷ مارس ۲۰۰۱) بازیکن فوتبال است.